# مشققات
مُشَقَّقَات (الاسم العلمي: Schizaeales)، رتبة نباتات من السرخس. تضم ثلاث فصائل وهن: رتيميات ومشققة وفقيرات الدم (الأنيميات).

## تصنيف
- فصيلة التومباسكات
  - جنس التومباسكيا